# Jever
Jever és una ciutat d'Alemanya capital del districte de Friesland a la Baixa Saxònia. Tenia 13.826 habitants el 2012. El nom de «Jever» sovint s'associa a la marca de cervesa que s'hi fabrica. Aquesta ciutat és una popular destinació de vacances. De forma no oficial Jever es diu també «Marienstadt» (Ciutat de Maria) en referència a Maria de Jever, la darrera governant de la ciutat independent que li va atorgar els drets de ciutat el 1536. Els seus habitants reben el nom de Jeveraner.

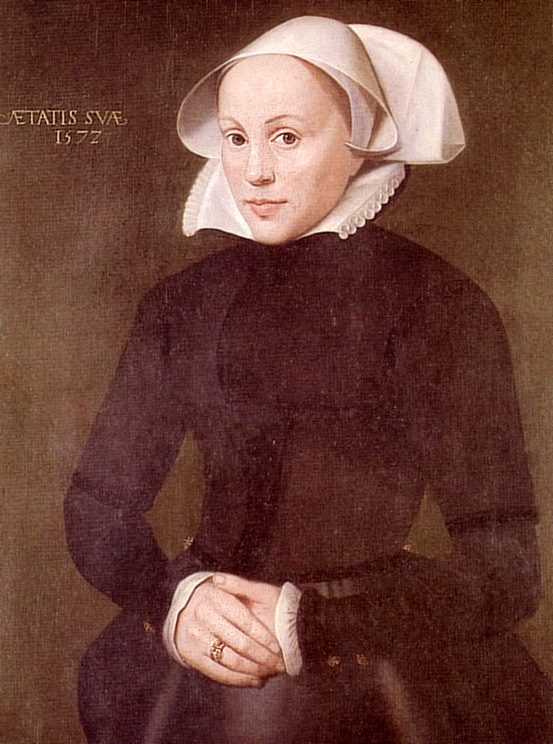
Maria de Jever

És regat pel Hookstief, el Tettenser Tief i el Mühlentief. És l'única localitat del districte que no toca al mar.

## Llocs d'interès
- El molí d'Accum del 1746
- El Castell de Jever (Schloss Jever)
- Monument als jueus assassinats durant el Tercer Reich
- La casa de la vila
- Les cases antigues al nucli històric
- La fàbrica de cervesa Jever i el seu museu
- El museu dels bombers a l'antiga estació de mercaderies, prop de l'estació del ferrocarril

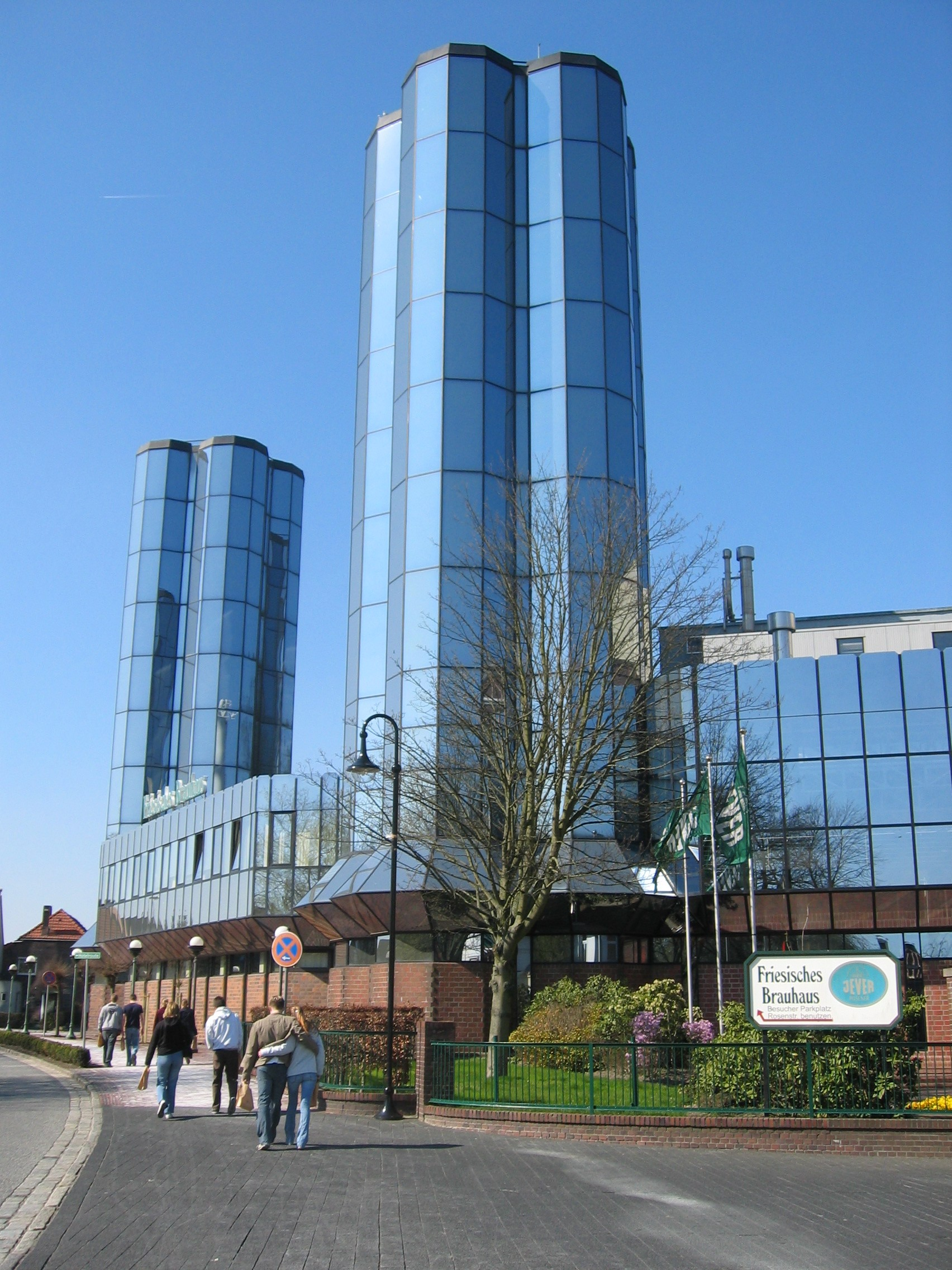
Friesisches Brauhaus, fàbrica de cervesa que porta el nom de la ciutat
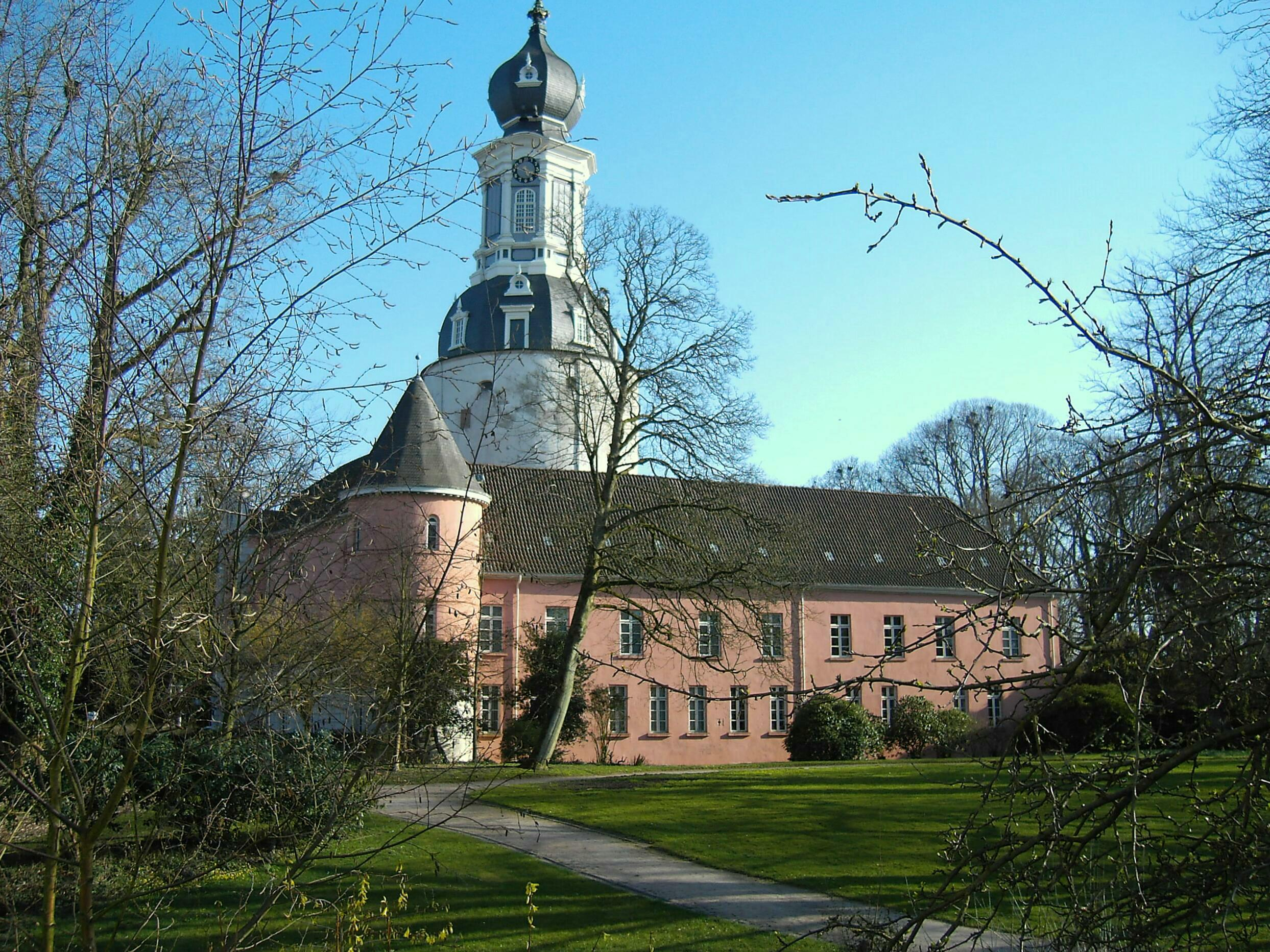
Castell de Jever (Schloss Jever)
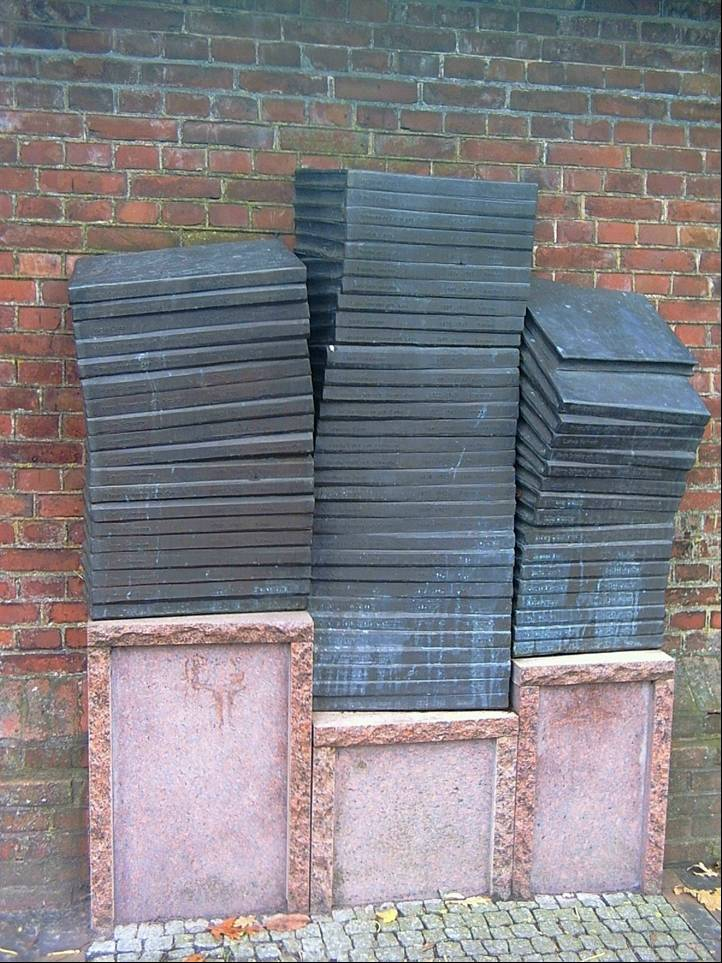
Monument als jueus assassinats
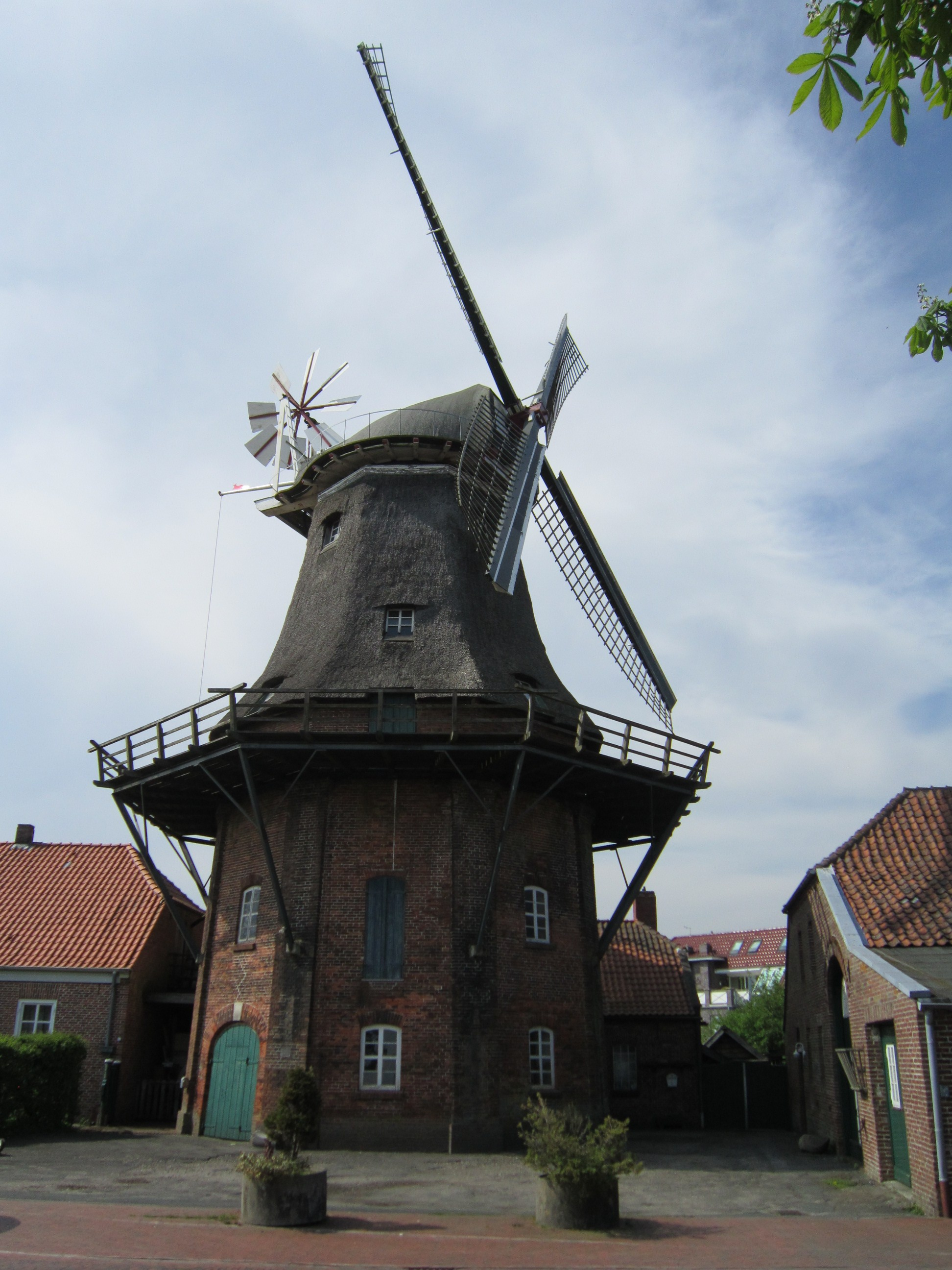
El molí